# Yvernaumont
Yvernaumont é uma comuna francesa na região administrativa de Grande Leste, no departamento das Ardenas. Estende-se por uma área de 2,82 km². Em 2010 a comuna tinha 134 habitantes (densidade: 47,5 hab./km²).